# Ignacio Sagaz Temprano
Ignacio Sagaz Temprano (Jaén, 24 de febrero de 1946) es un antiguo diplomático español.
Licenciado en Derecho, ingresó en 1977 en la carrera diplomática. Ha estado destinado en las representaciones diplomáticas españolas en Australia, Brasil, Marruecos y Filipinas. Fue subdirector general adjunto de Coordinación para Asuntos Económicos, Financieros y Sociales y en la Secretaría General para la Unión Europea y subdirector general de Asuntos Jurídicos. En 1997 fue nombrado embajador de España en la República Socialista de Vietnam y, posteriormente, embajador en la República de Filipinas. De 2007 a 2009 fue embajador-director de la Escuela Diplomática. De 2009 a 2012 fue embajador de España en Tailandia, hasta su jubilación (siendo sustituido por María del Carmen Moreno Raymundo).